# Russula sect. Coccineae
Russula sect. Coccineae ist eine Sektion aus der Gattung Russula, die von Romagnesi definiert wurde. In der Überarbeitung seines Systems (1987) stufte er sie zur Untergattung Coccinula herauf. Die Sektion beziehungsweise Untergattung enthält als untergeordnete Taxa, die Decolorantinae, Paludosinae und die Laetinae.
Die Typart ist Russula velenovskyi, der Ziegelrote Täubling.

## Merkmale
Nach Romagnesi haben die Vertreter der Untersektion meist leuchtend rote, rot-orange, orange oder gelb gefärbte Hüte. Der Hut ist niemals grün oder braun gefärbt und selten violett und wenn, dann meist nur in Mitte. In den meisten Fällen sind die Vertreter sehr groß, doch immer größer als die Vertreter der Tenellae. Das Fleisch gilbt nicht, noch schwärzt es. In seltenen Fällen neigt es etwas zum Grauen oder Röten. Es hat einen unauffälligen Geruch und schmeckt mild. Das Sporenpulver ist ocker oder gelb. Es gibt keine charakteristischen makrochemischen Reaktionen. Die Reaktionen mit Eisensulfat, Anilin oder Phenol sind uneinheitlich oder weichen nicht von der Standardreaktion ab.
Lactiferen und Dermatozystiden sind im Stiel immer vorhanden, können aber in der Huthaut manchmal fehlen. Dafür können dort Primordialhyphen beobachtet werden.

### Untersektionen
- Arten, bei denen das Fleisch im Anschnitt ein wenig graut und niemals rötet. Das Sporenpulver ist weißlich oder ockerfarben.

| Deutscher Artname    | Wissenschaftlicher Artname | Autor                 |
| -------------------- | -------------------------- | --------------------- |
| Apfel-Täubling       | Russula paludosa           | Britzelm. (1891)      |
| Ziegelroter Täubling | Russula velenovskyi        | Melzer & Zvára (1927) |
| Russula pseudorosea* | Russula pseudorosea        | J. Blum               |
| Russula werneri      | Russula werneri            | Maire (1937)          |

- Arten, bei deren das Fleisch im Anschnitt oder im Alter graut oder schwärzt. Manchmal färbt es sich zuerst rötlich. Das Sporenpulver ist dunkel ocker oder hellgelb. Die Sporen sind stachelig oder warzig.

| Deutscher Artname              | Wissenschaftlicher Artname | Autor            |
| ------------------------------ | -------------------------- | ---------------- |
| Orangeroter Graustiel-Täubling | Russula decolorans         | (Fr.) Fr. (1838) |
| Russula seperina               | Russula seperina           | Dupain (1913)    |

- Arten mit unveränderlichem Fleisch und dunklem, ockergelbem Sporenpulver. Hüte mit dominierend roter oder oranger Farbe, selten ockergelb bis fleischrötlich. Das Fleisch ist von normaler Konsistenz oder besonders zerbrechlich.

| Deutscher Artname       | Wissenschaftlicher Artname | Autor                     |
| ----------------------- | -------------------------- | ------------------------- |
| Rosabrauner Täubling    | Russula cremeoavellanea    | Singer (1936)             |
| Gold-Täubling           | Russula aurea              | Pers. (1796)              |
| Leuchtendroter Täubling | Russula laeta              | Jul. Schäff. (1952)       |
| Orange-Täubling         | Russula aurantiaca         | (Schaeff.) Romagn. (1967) |